# Emil Bauch
Pour les articles homonymes, voir Bauch.
Emil Bauch (né à Hambourg en 1823 et mort à Rio de Janeiro après 1874) est un peintre allemand, lithographe et professeur qui a vécu à Rio de Janeiro.
Il a peint en particulier des scènes panoramiques urbaines et des portraits.

## Galerie

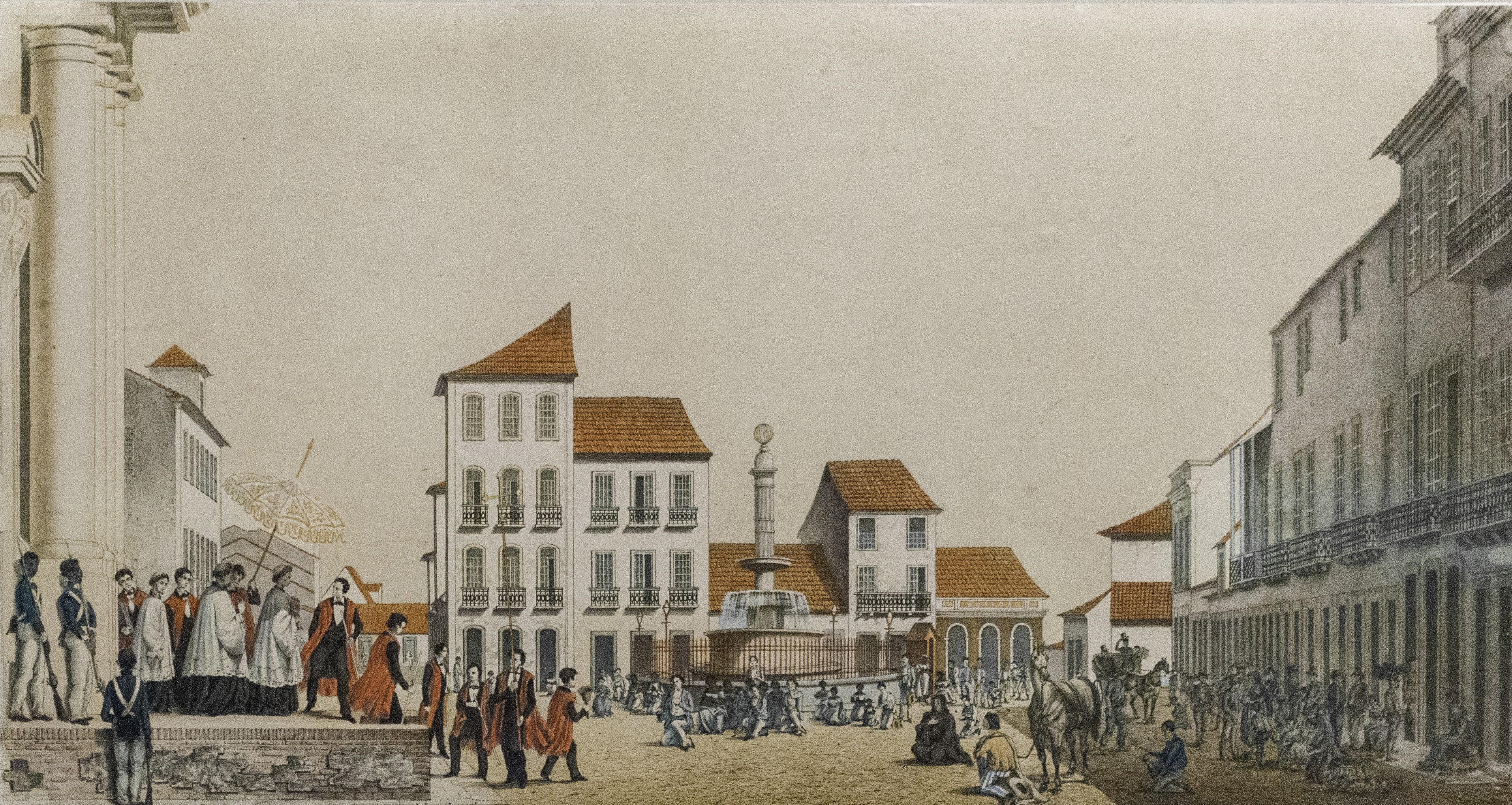
Largo da Matriz da Boa Vista
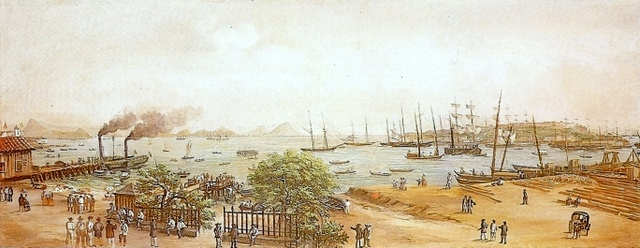
Cais Pharoux, Rio de Janeiro.
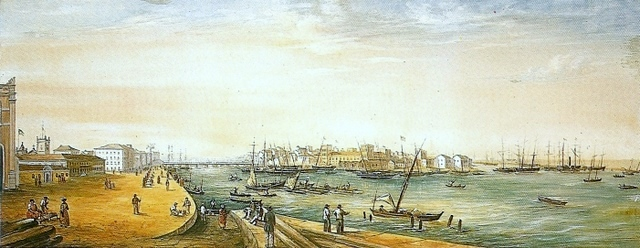
Porto de Recife.
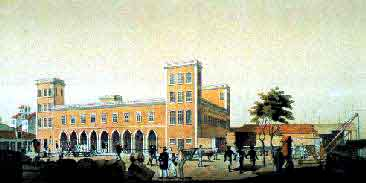
Recife alfandega.
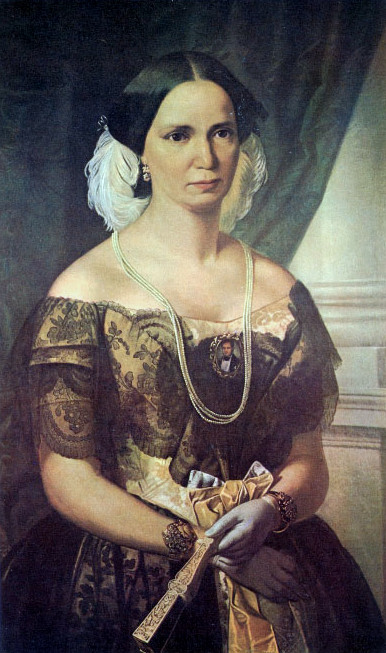
Marquesa do paraná (1856)